# Девід Рікардо
Девід Ріка́рдо (англ. David Ricardo; нар.18 квітня 1772, Лондон — 11 вересня 1823, Гатком-Парк, Глостершир) — англійський економіст, класик політичної економії, послідовник і одночасно опонент Адама Сміта, виявив закономірність в умовах вільної конкуренції, розробив теорію про форми земельної ренти, на підставі якої переосмислив гіпотезу Адама Сміта про тенденцію норми прибутку до пониження. Стверджував, що вартість продуктів визначається кількістю праці, необхідної для їх виробництва, і розробив теорію розподілу, що пояснює, як ця вартість розділяється між різними класами суспільства.

## Біографія

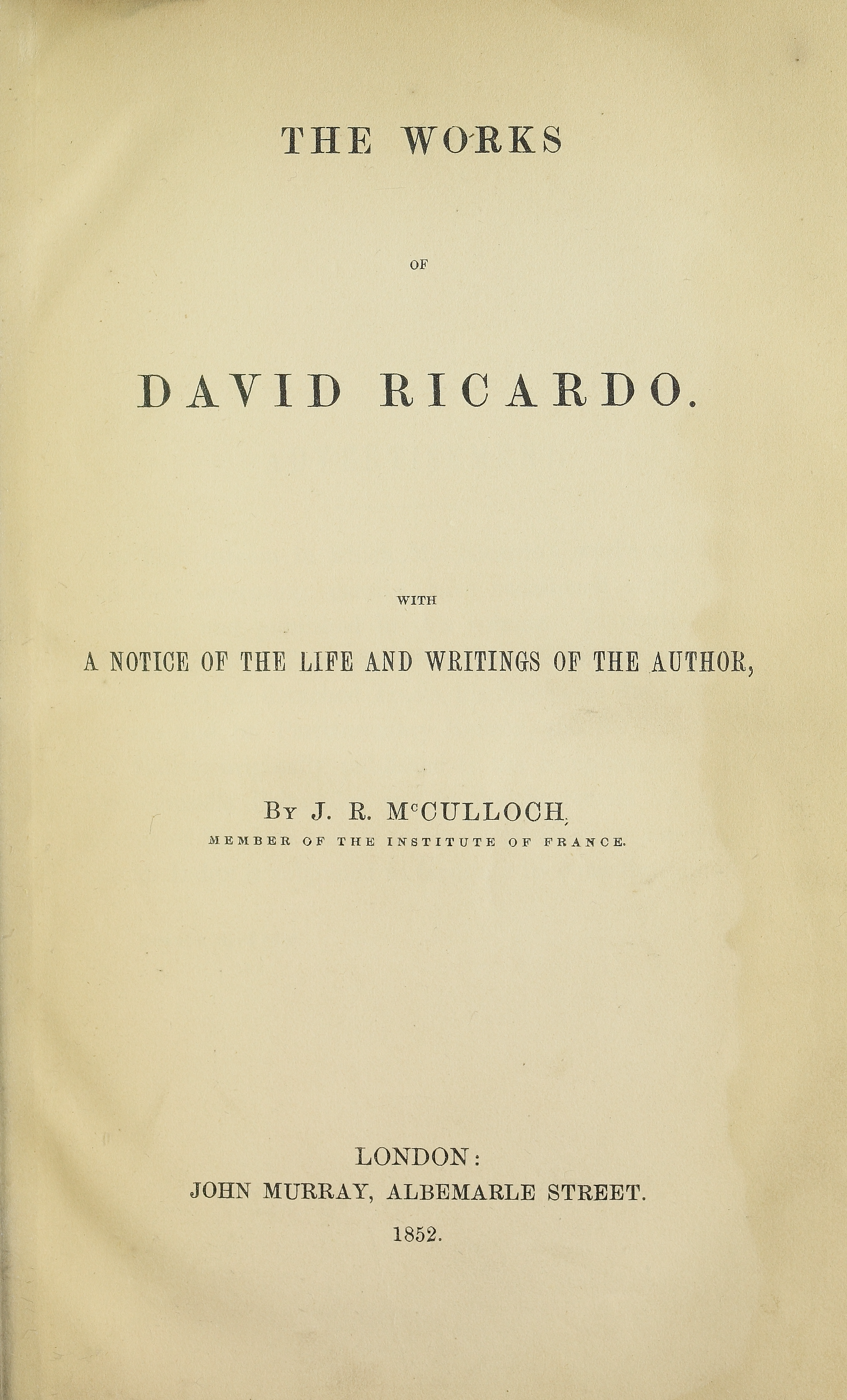
Works, 1852

Девід Рікардо народився в сім'ї лондонського біржового маклера. Походив з роду португальських євреїв, що емігрували з Португалії в XVI столітті. Два роки навчався в торговій школі в Амстердамі. Повернувшись до Лондона, допомагає батькові в його біржових операціях. Згодом він стає досить успішним біржовим гравцем і наживає великі статки.
Рікардо не одержав систематичної освіти і самостійно вивчав математику, фізику, хімію, геологію, теологію, літературу. Якийсь час він працював викладачем математики, двічі обирався шерифом, а з 1819 до 1823 роки був членом англійського парламенту. Рікардо активно працює в парламентських комісіях, часто виступає з промовами з економічних питань. Його перші економічні праці були присвячені проблемам грошового обігу. В 1817 році була опублікована його головна праця «Про принципи політичної економії та оподаткування».
У цій праці, як і в інших, Рікардо виступає як ідеолог промислової буржуазії. Причому він не лише розробляє програму економічного розвитку, а й бере активну участь у політичній боротьбі підприємців з землевласниками.
Як і Сміт, Рікардо розглядає капіталістичні відносини як природні й вічні. Він розвиває смітівську ідею про особистий інтерес як основну рушійну силу суспільного розвитку в умовах повної свободи дій. Але у Рікардо не всякий егоїстичний інтерес є рівноцінним. На перше місце він ставить інтереси промисловців і рішуче виступає проти лендлордів.
Основне завдання політичної економії Рікардо вбачає у відкритті законів розподілу. Якщо Сміт досліджує природу зростання багатства — тобто економічного зростання,— то Рікардо розглядає «вірний» розподіл як фактор зростання. У передмові до першого видання своєї праці він пише: «Визначити закони, які керують цим розподілом (на прибуток, ренту і заробітну плату),— головне завдання політичної економії» В передмові до третього видання Рікардо підкреслює намагання більш повно, ніж у попередньому виданні, викласти свої погляди на вартість.

## Теорія вартості
Рікардо, як і Сміт, розрізняє споживчу і мінову цінність. Корисність (споживча цінність), підкреслював він, не є мірилом мінової цінності, хоча вона абсолютно необхідна для неї. Товари свою мінову цінність (вартість) отримують з двох джерел — рідкості і кількості праці, що необхідна для їх добування (створення). Існують товари, вартість яких визначається виключно їх рідкістю (статуї, картини, раритетні книги, монети). Вартість таких товарів не визначається кількістю праці, витраченої на їх виготовлення, проте змінюється залежно від багатства і смаків споживача. Але їх кількість серед інших товарів незначна. Зазвичай же мінова цінність товарів визначається працею.
Оскільки мінова цінність — категорія відносна, яка знаходить свій прояв у певній кількості іншого товару, Рікардо виявляє й абсолютну вартість, субстанцію якої становить праця. Проте він не розвиває цю ідею, а зосереджує основну увагу на дослідженні саме мінової цінності, тобто ціни.
Рікардо підтримує Сміта в його трактуванні, що вартість товарів формується працею, але в той же час критикує за визначення вартості через обмін на працю (Сміт вважав, що товари мають таку вартість, скільки праці можна купити в обмін на ці товари). Не сприймає Рікардо й смітівського тлумачення вартості як суми доходів. У Рікардо вона виступає як первинна величина, що визначається працею і розподіляється на доходи, а не складається з них.
На вартість товарів, підкреслював Рікардо, впливає не лише праця, безпосередньо витрачена на їх виробництво, а й капітал, тобто праця, що раніше витрачена на знаряддя, інструменти, будівлі, що потім беруть участь у виробництві.
Рікардо, як і Сміт, ототожнює капітал із засобами виробництва. Але якщо Сміт цю категорію пов'язував з капіталістичним способом виробництва, існуванням найманої праці, то Рікардо трактує її поза-історично. У нього капітал становить все, що бере участь у виробництві, навіть знаряддя первісної людини. А звідси висновок про природну правомірність прибутку на капітал. Інша частина вартості йде на оплату праці.
У Рікардо теорія вартості переплітається з теорією розподілу. Рікардо критикує Сміта за його твердження про те, що зростання ціни праці веде до підвищення цін товарів і заявляє, що зміни в заробітній платі не ведуть до відповідних змін вартості товару. Він писав, що вартість товару, або кількість якогось іншого товару, на яку він обмінюється, залежить від відносної кількості праці, необхідної для його виробництва, а не від більшої чи меншої винагороди, яка виплачується за цю працю. Зміни в заробітній платі позначаються лише на величині прибутку.
Рікардо, як і Сміт, зіткнувся з труднощами, коли вирішував проблему вартості в капіталістичних умовах. Він бачив, що прибуток на капітал визначається розмірами капіталу, що норма прибутку має тенденцію до вирівнювання. А це було б неможливо, якби товари обмінювались лише відповідно до витрат живої праці, бо в цьому випадку галузі, де основний капітал відносно малий або швидко обертається, мали б постійні переваги перед галузями, в яких основний капітал займає більшу долю або повільно обертається. Перша група галузей продавала б товари дорожче, тому що у структурі витрат були б більші витрати праці і, відповідно до трудової теорії вартості, їх загальна вартість повинна була бути вищою. Але тоді відбувався б перелив капіталів у ці галузі, а решта галузей не змогла б розвиватись.
Щоб подолати цю суперечність, Рікардо модифікує свою теорію. Він відмовився від погляду про те, що заробітна плата не впливає на ціни і почав аналізувати її вплив на ціни в результаті різних змін стану та співвідношення основного і обігового капіталу.
Рікардо робить висновок, що зростання номінальної заробітної плати збільшить вартість благ, виготовлених за допомогою капіталу з коротким строком служби, або малої кількості техніки відносно благ, виготовлених за допомогою «довговічного» капіталу, або великої кількості техніки. Саме таким шляхом буде урівноважена норма прибутку незалежно від структури витрат.
Проте Рікардо заявляє, що ця причина зміни вартості товарів діє порівняно слабо і тимчасово, тому в довгостроковій перспективі її можна не враховувати. Значно важливішою причиною Рікардо називає збільшення або зменшення кількості використаної праці, і ця кількість може значно змінюватись під впливом ціни праці. Такий його підхід до визначення вартості став предметом гострої критики з боку економістів.
Рікардо розрізняє природні й ринкові ціни. Під природною він фактично розуміє трудову вартість, під ринковою — грошову ціну. Ринкові ціни постійно піддаються випадковим і тимчасовим коливанням. Короткочасний вплив на відхилення ринкових цін від природних має попит і пропозиція. Проте в умовах вільної конкуренції і переливу капіталів ринкові ціни не можуть надовго значно відхилятись від природних. У довготривалому аспекті зміна цін пояснюється зміною витрат виробництва.

## Гроші
Рікардо багато уваги приділяв аналізу грошей і грошового обігу. Це не випадково. Досконало володіючи правилами біржової гри, він намагається теоретично обґрунтувати проблему грошового обігу. Крім того, це питання було надзвичайно актуальним на той час у зв'язку з припиненням Англійським банком у 1797 р. обміну банкнот на золото, що зумовило їх знецінення. Рікардо бере активну участь у полеміці, що точилася з цього приводу.
Теорію грошей Рікардо будує на основі своєї теорії вартості. Гроші він розглядає як товар, що має власну вартість. Основу грошової системи у нього становить золото. Вартість золота і срібла, як і всякого товару, визначається витратами праці. При встановленій вартості грошей їх кількість в обігу залежить від суми товарних цін. Проте використання золота в обігу Рікардо вважає дорогим та нерозумним і розробляє проект системи паперового грошового обігу.

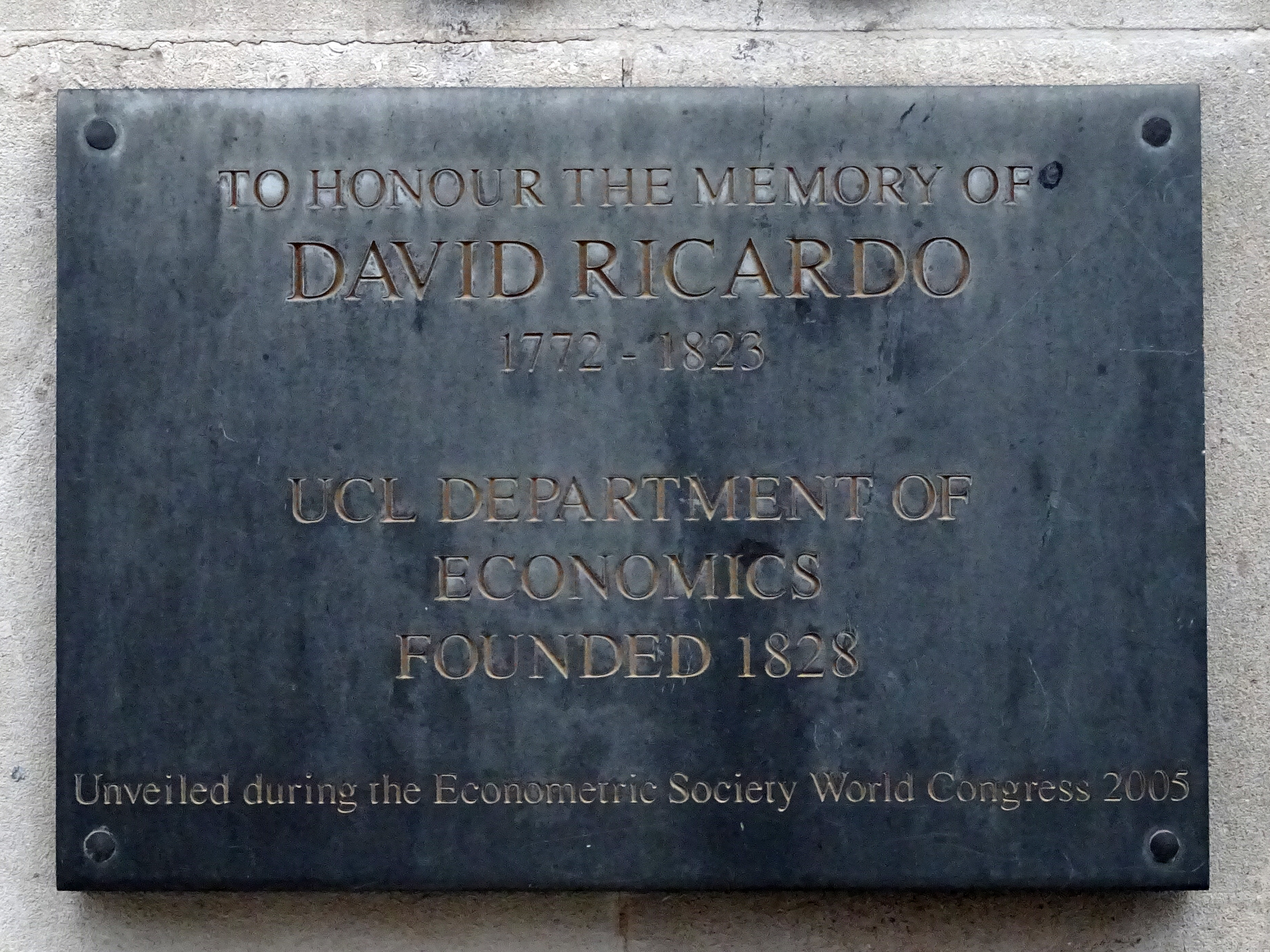

Паперові гроші, писав Рікардо, не мають внутрішньої вартості. Для забезпечення їх вартістью необхідно, щоб їх кількість «регулювалась згідно з вартістю металу, який служить грошовою одиницею». Проте Рікардо відійшов від цієї концепції і в подальшому виступив як прихильник кількісної теорії грошей. Він вважав, що в обігу може бути будь-яка кількість не лише паперових знаків, а й золотих монет, якій протистоїть сукупна вартість товарів. Співвідношення цих величин і визначає як рівень цін, так і вартість грошей.

## Теорія розподілу
Основною проблемою політичної економії Рікардо називав розподіл. Саме тому основу його системи становить теорія заробітної плати, прибутку і ренти. Ці категорії він розглядає з точки зору їх величини і співвідношення.

## Заробітна плата
Заробітна плата у Рікардо це — дохід робітника, плата за працю. Праця як товар має природну й ринкову ціни. «Природною ціною праці є та, яка необхідна, щоб робітники мали можливість існувати і продовжувати свій рід без збільшення або зменшення їх кількості». Отже, природна ціна праці визначається у Рікардо вартістю засобів споживання робітника і його сім'ї. Природна ціна не є незмінною, нерухомою. «Вона,— писав Рікардо,— змінюється в різні часи в одній і тій же країні і суттєво відрізняється в різних країнах». Хоча Рікардо й розумів, що вміст засобів існування визначається історично і залежить від традицій і рівня розвитку продуктивних сил, проте у нього виявляється тенденція зводити природну ціну до мінімуму засобів існування.
Ринкова ціна праці та, що виплачується робітникам. Рікардо ставить її в залежність від попиту й пропозиції, а це значить, що рух заробітної плати залежить від руху народонаселення. В умовах швидкого зростання населення попит на робочі руки відстає від пропозиції і заробітна плата знижується. Якщо ж внаслідок уповільнення приросту населення на ринку буде відчуватися нестача робочих рук — заробітна плата зростатиме. Отже, під впливом руху народонаселення ринкова заробітна плата має тенденцію до зближення з природною.
Рікардо, на відміну від Сміта, вважав, що становище робітників з розвитком суспільства буде погіршуватись. Цю думку він пояснював тим, що ніби із зростанням населення і збільшенням потреби в продуктах сільського господарства, буде зростати їх вартість через необхідність вирощувати продукцію на поганих малопродуктивних землях. Грошова заробітна плата якщо й буде зростати, то повільніше від зростання цін на продовольчі товари. Отже, реальна заробітна плата буде зменшуватись. Рікардо, солідаризуючись з Мальтусом, зазначає, що робітники не повинні претендувати на більшу долю в суспільному продукті, їх заробітна плата повинна регулюватись законом попиту й пропозиції. Рікардо виступає проти втручання держави в функціонування ринку праці й наполягає на необхідності відміни законів про бідних.

### Залізний закон заробітної плати
В цілому Рікардо вважав, що за будь-яких умов заробітна плата не може довго бути нижче того рівня, який забезпечує робітнику та його родині хоча б мінімальний рівень для існування. Значно пізніше, вже в 1870-х роках на основі закону ренти Девіда Рікардо та теорії конкуруючої популяції Томаса Мальтуса лідером німецьких соціалістів Фердинандом Лассалем було сформульовано залізний закон заробітної плати, за яким ринкова ціна праці завжди, або майже завжди, знижуватиметься після збільшення кількості працездатного населення і навпаки. При цьому збільшення заробітної плати трактувалось виключно як стимул для народження нових дітей, що обов'язково повинно було швидко збільшити витрати на утримування родини, а в майбутньому знижувати заробітну плату. Таке тлумачення ролі заробітної плати позбавляло сенсу системну боротьбу за її підвищення.

## Прибуток

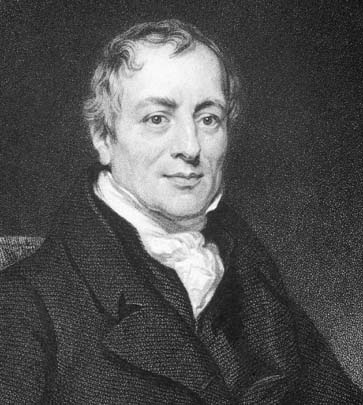
Девід Рікардо

Вартість у Рікардо, як уже зазначалось, складається із заробітної плати і прибутку. Прибуток у Рікардо — це надлишок вартості над заробітною платою. У нього не викликає ніяких сумнівів, що робітник створює своєю працею вартість більшу, ніж одержує у вигляді заробітної плати. Головне, що цікавить Рікардо,— це проблема розміру прибутку і його співвідношення із заробітною платою.
Рікардо підкреслював, що рівновеликі капітали приносять однакові прибутки незалежно від того, яку кількість праці вони приводять у дію. Але разом з тим писав, що на величину прибутку впливає зростання продуктивності праці. Отже, прибуток у нього виступає то як породження капіталу, то як породження праці. Цю суперечність Рікардо навіть не помітив.
Він детально аналізує питання співвідношення заробітної плати і прибутку як двох складових вартості. Якщо зростає заробітна плата, зазначає Рікардо, то відповідно зменшується прибуток капіталіста. Цю думку він проводить досить послідовно. Крім того, він підкреслює, що рух заробітної плати є визначальним у співвідношенні заробітної плати і прибутку. Це зумовлено тим, що праця виступає джерелом вартості, а її функціонування потребує витрат на утримання робітника і його сім'ї. Проте заробітна плата, підкреслює Рікардо, не може піднятись так високо, щоб нічого не лишилось на прибуток.
Велику увагу приділяє Рікардо проблемі зниження норми прибутку. З розвитком суспільства, зазначав він, норма прибутку має тенденцію до зниження. Вона зумовлена, на думку Рікардо, тим, що продуктивність праці в сільському господарстві зменшується (дія закону спадаючої родючості ґрунту), а це веде до зростання цін на продукти харчування, отже, і до зростання заробітної плати і відповідного зниження прибутку. Фактором, що протидіє падінню норми прибутку, Рікардо вважає розвиток продуктивних сил.
Зменшення прибутку в зв'язку із зростанням заробітної плати Рікардо розглядає як надзвичайно складну проблему, що загрожує нагромадженню капіталу, тому що зменшується джерело нагромадження і зникають «стимули до нагромадження».
Рікардо підкреслює, що він аналізує «прибуток взагалі», тобто йдеться про прибуток як економічну категорію. Що ж до величини прибутку в окремих галузях чи в окремих капіталістів, то вона може перевищувати середню норму. Такий прибуток Рікардо називає «незвичним». Але це явище буде тимчасовим. У результаті переливу капіталів норма прибутку вирівнюється.
Суперечливим є висловлювання Рікардо щодо маси прибутку. Він заявляє, що маса прибутку, а отже, й норма прибутку будуть знижуватись. Водночас він твердить, що нагромадження капіталу веде до зростання маси прибутку. Проте це зростання у нього має певну межу, зумовлену зниженням норми прибутку.

## Земельна рента
Ренту Рікардо визначає як «долю продукту землі, яка виплачується землевласнику за користування першопочатковими і неруйнівними силами ґрунту» Він відрізняє ренту від тієї частини орендної плати, яка виплачується за користування капіталом, витраченим на підвищення родючості землі, будівництво господарських приміщень тощо. Аналізуючи ренту, Рікардо ставить завдання дослідити її природу і виявити закономірності її динаміки.
Виникнення ренти Рікардо пов'язує з утвердженням приватної власності на землю. Основна теза Рікардо полягала в тому, що рента виплачується за користування землею лише тоді, коли кількість землі обмежена, а її якість неоднакова. Із зростанням населення обробляються менш родючі або гірш розташовані ділянки землі. В такому разі на кращих землях виникне рента, а її величина буде залежати від різниці якості цих ділянок. Мінова цінність всіх товарів (в тому числі і промислових) у Рікардо, регулюється найбільшими витратами праці, необхідними для їх виробництва. За цих умов на кращих землях, де витрати на одиницю продукції менші, утворюється надлишковий дохід. Під впливом конкуренції фермери задовольняються середнім прибутком, а додатковий дохід привласнюється власниками землі як рента. Отже, рента в розумінні Рікардо — це надлишок вартості над середнім прибутком.
На відміну від Сміта, який розглядав ренту як одне з джерел вартості, щоправда своєрідне, Рікардо твердить, що рента не впливає на рівень цін на хліб. Ціна не залежить від ренти, а навпаки, рента залежить від ціни. «Не тому хліб дорогий,— пише Рікардо,— що платиться рента, а рента платиться тому, що хліб дорогий» Рікардо аналізує диференційну ренту. Щодо абсолютної рентні, Рікардо її не визначав. Він заявляв, що на гірших ділянках фермер одержує лише середній прибуток, що надлишок тут не виникає. Отже, виходить, що з гірших ділянок землі рента не виплачується.
Критикував Рікардо і смітівське фізіократичне розуміння дії сил природи. Він підкреслював, що ці сили діють і в промисловості. І разом з тим він вважав, що основою всякого економічного розвитку, матеріального достатку і навіть росту промисловості є додатковий продукт землі.
Динаміку ренти Рікардо пов'язував з нагромадженням капіталу, розвитком продуктивних сил, зростанням міського населення. Але і в цьому питанні він був непослідовним, а його погляди суперечливі. Рікардо пов'язував ренту з законом спадаючої родючості ґрунту. Він писав, що порівняльна вартість сирих продуктів підвищується тому, що на виробництво їх останньої добутої долі витрачається більше праці, ніж на попередні. Це веде до підвищення цін, отже, й до зростання ренти. Так діє і зростання капіталу. Зростання капіталу також буде збільшувати ренту, тому що буде збільшуватись різниця в продуктивності ділянок. Зменшення капіталу приведе до зменшення ренти, оскільки будуть послідовно вилучатись з обробітку найменш родючі землі і відповідно зменшиться рента з кращих ділянок. Що ж до зростання населення, то воно, за теорією Рікардо, неможливе в умовах підвищення цін на продовольчі товари.
Теорія ренти Рікардо відіграла велику роль у боротьбі промисловців проти землевласників. Підприємцям імпонував висновок Рікардо про те, що у підтриманні високих цін на хліб зацікавлені лише землевласники, тому що це забезпечує їм високу ренту. Промисловці використали теорію Рікардо для обґрунтування вимоги про скасування хлібних законів.

## Проблема відтворення і криз
Як ідеолог промислової буржуазії Рікардо був зацікавлений у зростанні її прибутків. Досліджуючи валовий і чистий дохід, він, на відміну від Сміта, надає перевагу останньому. Сміт виходив з того, що зростання валового доходу збільшує зайнятість, забезпечує зростання могутності країни. Рікардо підкреслював, що податкова спроможність країни пропорційна не валовому, а чистому доходу. Саме з нього виплачуються всі податки. Економічною метою суспільства у Рікардо виступають не народногосподарські проблеми, як у Сміта (зростання зайнятості), а збільшення прибутків капіталістів.
Аналізуючи процес нагромадження капіталу, Рікардо помилково зводив його до перетворення доходу лише в змінний капітал, в заробітну плату. Ігноруючи суперечності капіталізму, він твердив, що застосування нового капіталу не може зустріти ринкових труднощів. Рікардо стояв на позиціях Сея, який заперечував можливість надвиробництва і криз.
Відзначаючи це, слід пам'ятати, що книга Рікардо була опублікована за вісім років до першої кризи, яка охопила економіку Англії в 1825 році.
Посилаючись на Сея, Рікардо твердить, що попит обмежується лише виробництвом. Кожна людина виготовляє продукцію або для власного споживання, або на продаж з метою купівлі. Отже, продукти завжди купуються за продукти або послуги. Гроші слугують лише «мірилом, за допомогою якого відбувається обмін».
Рікардо писав про можливість виготовлення будь-якого товару в кількості, що значно перевищить попит. Але це явище він вважав тимчасовим і таким, що «не може трапитись одночасно з усіма товарами». Він заперечував висновок Мальтуса про вирішення проблеми відтворення за рахунок споживання непродуктивних верств (чиновників, духовенства, землевласників).
Єдину причину застою торгівлі в окремі періоди він пов'язував з прорахунками підприємців у виробництві товарів. Але це ускладнення, на думку Рікардо, вирішувалось швидко і ефективно шляхом переключення на виробництво інших товарів.
Велика заслуга Рікардо полягає в розробці теорії порівняльних витрат як основи спеціалізації країн у зовнішній торгівлі. Про причини спеціалізації писав і Сміт, проте Рікардо розробив цю теорію ґрунтовніше. Він будує її на трудовій теорії вартості і робить наголос на національних відмінностях у величині вартості, що зумовлені витратами праці.
Зазнавши певних змін і модифікацій, теорія порівняльних витрат трансформувалась у теорію порівняльних переваг, яка тепер будується на теорії факторів виробництва і врахуванні попиту й пропозиції.